# 김지현 (트로트 가수)
김지현(1959년 10월 12일 ~ )은 대한민국의 가수이다.

## 수상
- 대한민국 예술문화대상 스타대상 우수가수상
- 2014년 KBS 탤런트 극회 공로상

## 데뷔
- 2015년 노래 '그대와 함께'

## 음반
- 2018년 장미단추
- 2015년 오늘 까지만 / 그대와 함께